# Ségny

Ségny este o comună în departamentul Ain din estul Franței.